# Marc Platel
Marc Platel (Gent, 3 november 1941) is een voormalig Belgisch journalist.

## Levensloop
In 1941 werd Marc Platel geboren in Gent. Hij volgde Latijn-Grieks aan het Sint-Lievenscollege. In 1960 ging hij studeren aan de Rijksuniversiteit Gent en werd er licentiaat in de pers- en communicatiewetenschappen en doctor in de rechten. 
Als journalist begon Platel in 1969 bij de BRT. Hij verzorgde jarenlang de politieke verslaggeving voor de radio, onder meer als redacteur van Actueel. In 1986 werd hij hoofdredacteur politiek bij de krant Het Belang van Limburg tot hij in 1997 werd ontslagen ten gevolge van een meer commerciële koers. Daarop ging Platel op vraag van Bert Anciaux de studiedienst van de Volksunie leiden. Na het verdwijnen van deze partij in 2001 werd hij tot aan zijn pensioen diensthoofd bij de studiedienst van de N-VA. 
Marc Platel is sinds zijn collegetijd Vlaamsgezind. Eerst was hij actief in de ABN-kernen, later bij de Vlaamse Volksbeweging. In 1988 ontving hij de Orde van de Vlaamse Leeuw. Hij publiceerde enkele boeken over de Belgische politiek. Daarnaast schreef hij nog artikels onder meer in het tijdschrift van de VVB Doorbraak en het satirisch weekblad 't Pallieterke. Platel maakte deel uit van de denkgroep In de Warande.
Naar aanleiding van de gemeenteraadsverkiezingen in 2012 werd aangekondigd dat Platel zou opkomen te Kraainem op de lokale, Vlaamse eenheidslijst Open. Op de effectieve lijst stond hij echter niet op. Zijn vrouw, Ria Deweirdt, stond op de tweede plaats, maar raakte met 100 voorkeurstemmen niet verkozen.
- Digitale Bibliotheek voor de Nederlandse Letteren: plat006
- International Standard Name Identifier: 0000 0000 2188 8927
- Library of Congress Control Number: n79117632
- Nationale Bibliotheek van Tsjechië: xx0270650
- Nederlandse Thesaurus van Auteursnamen: 073370819
- Système universitaire de documentation: 121456692
- Virtual International Authority File: 72677306
- WorldCat: E39PBJtGY4VpHMkdk9q3pPGT73